# IC 2828
IC 2828 је лентикуларна галаксија у сазвјежђу Лав која се налази на листи објеката дубоког неба у Индекс каталогу.
Деклинација објекта је + 8° 43' 56" а ректасцензија 11h 27m 11,1s. Привидна величина (магнитуда) објекта IC 2828 износи 13,5 а фотографска магнитуда 14,5. IC 2828 је још познат и под ознакама MCG 2-29-28, CGCG 67-78, PGC 35225.